# Jezioro Domysłowskie
Jezioro Domysłowskie – jezioro na wyspie Wolin, położone w gminie Wolin, w powiecie kamieńskim, w woj. zachodniopomorskim. Jezioro znajduje się w obrębie Wolińskiego Parku Narodowego, w Obwodzie Ochrony Warnowo położonym w jego północno-wschodniej części.
Powierzchnia jeziora wynosi 47,28 ha (inne źródła 52 ha), średnia głębokość 1,9 m, a maksymalna głębokość 3,1 m (inne źródła podają 7 metrów). Charakterystyczną cechą tego akwenu jest kryptodepresja, w której dno jeziora znajduje się na poziomie 1,8 m p.p.m. Według typologii rybackiej jest to jezioro linowo-szczupakowe.
Na północny wschód od Jeziora Domysłowskiego leży Jezioro Czajcze, oddzielone poprzez wał ziemny i las. Jeziora są połączone poprzez Lewińską Strugę. Na wschód od jeziora leży wieś Domysłów.
Duże powierzchnie roślinności łąkowej znajdują się na południowym obrzeżu jeziora. Na południowo-zachodnim krańcu jeziora jest rzadkie stanowisko zarośli łozowowych. Pomiędzy jeziorami: Czajczym a Domysłowskim występuje szuwar turzycy błotnej.